# L'Opera
L'Opera (titolo originale L'Œuvre, tradotto in italiano anche con i titoli Vita d'artista o Il capolavoro) è un romanzo di Émile Zola pubblicato nel 1886. Si tratta del quattordicesimo romanzo del ciclo I Rougon-Macquart.
In questo romanzo Zola introduce il lettore nel mondo dell'arte: il protagonista è infatti Claude Lantier, un pittore "maledetto" già apparso in altri due romanzi del ciclo: Il ventre di Parigi e L'ammazzatoio.

## Trama
Claude Lantier, figlio di Gervaise Macquart, assieme ad altri pittori e scultori, si batte per imporre una nuova forma d'arte, ben lontana dai canoni neoclassici che all'epoca riscuotono il favore dei galleristi e delle grandi esposizioni ufficiali. Sebbene alcuni dei suoi compagni riescano alla fine ad imporsi, Lantier passa di sconfitta in sconfitta, rimanendo incompreso dal pubblico e spesso anche dai suoi stessi amici.
Nel romanzo si intrecciano anche storie d'amore e di amicizia. Claude Lantier incontra infatti in una sera piovosa una giovane donna, Christine, destinata a diventare compagna della sua vita. La coppia si trasferisce in campagna ed ha un figlio che però, affetto da idrocefalo, muore all'età di dodici anni.
Nel frattempo, la coppia è tornata a vivere a Parigi, dove Claude ritrova i suoi amici ma anche la chiara sensazione della sua sconfitta. Finisce per staccarsi dalla sua compagna e per passare gran parte del suo tempo in un grande capannone dove ha iniziato a dipingere un'opera gigantesca, Plein Air, che lascerà incompiuta impiccandosi di fronte ad essa.

## Reazioni e critiche
Quando il libro apparve nel 1886, provocò il plauso dei più radicali conservatori (che vedevano nell'arte moderna un serio pericolo per la stabilità dei costumi) e la dura reazione di molti amici dello scrittore, soprattutto i pittori  impressionisti: di questi ultimi, Zola era stato agli inizi un fervente sostenitore, ed ora sembrava condannarli in blocco. Il più "offeso" di tutti fu Paul Cézanne, amico di Zola sin dall'infanzia: una diceria popolare vuole che il pittore si sia riconosciuto nel personaggio del fallito Lantier (anche se successivamente quest'ipotesi fu smentita dallo stesso con Vollard); vero o non vero, per questo motivo apparente Cezanne ruppe ogni rapporto con Zola, così come quasi tutti gli impressionisti.

## Edizioni italiane
- trad. di G. Palma, Tipografia della Tribuna, Roma 1886; Fratelli Treves, Milano 1893 (con il titolo Vita d'artista)
- trad. di Giuseppe Bianchi, F.lli Palombi, Roma 1947 (con il titolo Il capolavoro)
- trad. di Franco Cordelli, introduzione di Lanfranco Binni, Garzanti Libri, Milano 1978 ISBN 8811362229